# Municipio de Franklin (condado de Drew)
El municipio de Franklin (en inglés: Franklin Township) es un municipio ubicado en el condado de Drew en el estado estadounidense de Arkansas. En el año 2010 tenía una población de 617 habitantes y una densidad poblacional de 2,94 personas por km².

## Geografía
El municipio de Franklin se encuentra ubicado en las coordenadas 33°39′40″N 91°32′4″O / 33.66111, -91.53444. Según la Oficina del Censo de los Estados Unidos, el municipio tiene una superficie total de 209.95 km², de la cual 205,31 km² corresponden a tierra firme y (2,21 %) 4,64 km² es agua.

## Demografía
Según el censo de 2010, había 617 personas residiendo en el municipio de Franklin. La densidad de población era de 2,94 hab./km². De los 617 habitantes, el municipio de Franklin estaba compuesto por el 69,69 % blancos, el 27,88 % eran afroamericanos, el 0,16 % eran amerindios, el 1,78 % eran de otras razas y el 0,49 % eran de una mezcla de razas. Del total de la población el 1,94 % eran hispanos o latinos de cualquier raza.